# 梅沢カディシャ樹奈
梅沢 カディシャ樹奈（うめざわ カディシャじゅな、1998年7月26日 - ）は、日本の女子バスケットボール選手である。ニックネームは「ジュナ」。ポジションはセンター。ENEOSサンフラワーズ所属。188cm、80kg。

## 来歴
父はトリニダード・トバゴ系カナダ人で、小学1年までカナダで過ごした後、日本に帰国した。
八王子市立石川中学校でバスケットボールを始める。
桜花学園高校進学後、インターハイ3連覇とウィンターカップ優勝2度を経験。年代別日本代表に選出され、2016年U18アジア選手権で優勝、2017年U19ワールドカップ4位となる。
2017年、JX-ENEOSサンフラワーズ（現：ENEOS）に加入。
2018年、女子日本代表候補に選出される。
2021-22シーズンまでENEOSに所属したのち、トヨタ自動車アンテロープスに移籍。

## 経歴
- 桜花学園高校 - JX-ENEOS・ENEOS（2017年〜2022年） - トヨタ自動車（2022年〜2024年) - ENEOS

## 日本代表歴
- U-18アジア選手権優勝
- 2017 FIBA U-19ワールドカップ4位
- 2018 アジア競技大会3位
- 2019 国際強化試合三井不動産カップ
- 2019 東京五輪アジア・オセアニア地区プレ予選大会[6]